# Agnes Mary Mansour
Agnes Mary Mansour est une religieuse catholique et femme politique américaine née le 10 avril 1931 à Détroit et morte le 17 décembre 2004 à Farmington Hills.
Sa carrière est marquée en 1983 par un conflit avec sa hiérarchie. En effet, sa nomination par le gouverneur du Michigan à la tête du département des services sociaux de l'état la rend responsable pour le Michigan des fonds de Medicaid, un programme fédéral d'assurance maladie pour les personnes sous le seuil de pauvreté créé en 1965, qui subventionne entre autres des IVG.
Cependant, Mansour refuse, et deux mois après sa nomination à ce poste, le Vatican lui enjoint de choisir entre démissionner de son poste de directrice du département des services sociaux du Michigan et quitter l'état religieux. En réponse, elle quitte l'habit.
Elle provoque la controverse en avançant que l'avortement, tout en étant un fait tragique, peut être légalisé, ce malgré ses vœux religieux et en opposition avec l'enseignement de l'Église catholique.
Au terme de son mandat, elle est intronisée au Women's Hall of Fame du Michigan en 1988.

## Biographie

### Enfance et éducation
Josephine Mansour naît le 10 avril 1931 à Détroit, dans l'état du Michigan. Ses parents sont des immigrants libanais.  Elle est benjamine d'une fratrie de quatre filles. Elle reçoit le baptême chez les maronites.
Après avoir été diplômée du lycée dans l'East Side de Détroit, elle obtient en 1953 une licence en technologie médicale et en chimie de l'université de Detroit Mercy puis un doctorat en biochimie. Elle entre alors chez les Sœurs de la Miséricorde, où elle prend le nom de sœur Agnes Mary. Elle poursuit ses études à l'université catholique à Washington, où elle obtient sa maîtrise en chimie en 1958.
Le 16 août 1959, elle prononce ses vœux définitifs. Ses supérieures lui attribuent le nom Agnes et la devise pieuse « Doux cœur de Jésus, sois mon amour. ». En 1979, elle change de devise et choisit : « Libre d'être fidèle. ». Elle entre à l'université de Georgetown où elle obtient son doctorat en biochimie en 1964. Elle co-écrit un ouvrage au sujet d'un effet secondaire nocif pour les yeux lors de l'utilisation de chloroquine pour traiter le paludisme. Après avoir fini sa thèse, Mansour retourne à Chicago et prend la tête du département de sciences physiques et de mathématiques de l'université de Detroit Mercy.
En 1971, Mansour y est promue au poste de présidente, qu'elle occupe jusqu'en 1983. Elle augmente le nombre d'étudiants et cherche à étendre l'emprise géographique de l'université. Durant sa présidence, le nombre de parcours universitaires double. Elle parvient également à équilibrer le budget de l'université. À partir de 1987, elle est nommée professeure associée à l'université d'État du Michigan et à l'université d'État de Wayne.

### Carrière dans la fonction publique

#### Élection à la chambre des représentants des États-Unis
En août 1982, Mansour se présente aux élections primaires du parti démocrate pour les élections à la Chambre des représentants des États-Unis dans la 17e circonscription du Michigan. Au sujet de sa campagne, elle déclare : « Je considère la politique comme la poursuite légitime de mon travail chez les sœurs de la Miséricorde ». C'est toutefois Sander Levin qui emporte l'investiture, avant de gagner l'élection. Mansour n'obtient que 6 % des voix.
Sa candidature fait réagir Edmund Szoka, l'archevêque de Détroit. Le Vatican permet alors aux membres des ordres religieux d'exercer des fonctions politiques, mais avec l'assentiment de l’évêque local. Mansour choisit de ne pas le demander à l'évêque, arguant à la presse que le droit canonique est une « vieille compilation de règles qu'on invoque quand on veut les invoquer, et qu'on ignore quand on veut les ignorer ».

#### Nomination à la direction des services sociaux du Michigan
Après les élections générales de novembre 1982, James Blanchard, le nouveau gouverneur du Michigan, nomme Mansour à la direction du département des services sociaux du Michigan, la plus importante agence gérée par l'état du Michigan en termes de budget. Elle est chargée de superviser les programmes de santé publique et les allocations, qui comprennent notamment environ 5 millions de dollars attribués par le programme fédéral Medicaid pour subventionner des IVG. Elle obtient la permission d'accepter la nomination de la part de son ordre et d'Edmund Szoka, sous condition qu'elle déclare publiquement son opposition à l'avortement. Mansour ne donne pas suite à cette demande,. Bien qu'elle y soit opposée à titre personnel, la légalité de l'avortement dans l'état du Michigan impose selon elle de garantir un accès égal à cette pratique pour tous, même les plus pauvres.
Le 29 décembre 1982, elle prend ses fonctions, tout en attendant que le Sénat du Michigan la confirme à ce poste (aux États-Unis, un certain nombre de postes de la fonction publique dont la nomination revient au pouvoir exécutif est soumis à l'approbation du Sénat d'un État, ou du Sénat fédéral). Le 23 février 1983, Edmund Szoka ordonne à la province de Détroit des Sœurs de la Miséricorde de déterminer clairement si la conduite de Mansour est contraire aux enseignements de l'Église,. Il ajoute qu'il retire la permission qu'il avait donné à Mansour, et ordonne qu'elle démissionne de son poste. La majorité des 1,2 million de catholiques du diocèse soutient alors l'archevêque.
Le porte-parole de l'archidiocèse de Détroit, Jay Berman, déclare au sujet d'une manifestation organisée par la National Coalition of American Nuns (NCAN) s'opposant à cette décision de l'archevêque que « leur démarche sème la confusion chez les catholiques et ignore les deux mille ans d'enseignement de l'Église sur le caractère sacré de la vie humaine ». Edmund Szoka déclare quant à lui qu'il « s'agit de [son] devoir absolu de proclamer, de protéger et de défendre la doctrine de l'Église sur la vie humaine ». Le 4 mars 1983, il rencontre de nouveau les supérieures des sœurs de la Miséricorde, à qui il réitère son ordre. Celles-ci décident qu'elles n'ont pas obligation d'obéir à l'évêque dans le cas où « un intérêt supérieur entrait en jeu ». Elles refusent de forcer Mansour à quitter ses fonctions.
Le 8 mars, le sénat du Michigan confirme par 28 voix contre 9 la nomination. Mansour affirme reconnaître que « nous vivons dans une société aux morales plurielles qui doivent être respectées par l'État, et que [sa] morale puisse différer de celle de quelqu'un d'autre ». Elle déclare devant le Sénat qu'elle est personnellement opposée à l'avortement mais qu'elle peut accepter de gérer l'attribution des fonds Medicaid pour l'IVG.

#### Retrait de la vie religieuse
Le 10 mars, Edmund Szoka fait part de la situation au Vatican. L'archevêque Pio Laghi est délégué pour s'occuper de la question. Celui-ci envoie un message à sœur Theresa Kane, chargée de l'organisation nationale des Sœurs de la Miséricorde aux États-Unis, dans lequel il demande que Mansour soit amenée à démissionner. Kane refuse, tout comme la supérieure provinciale de Détroit, sœur Emily George.
Le 11 avril, au lendemain du 52e anniversaire de Mansour, Theresa Kane demande une audience auprès de la Congrégation pour instituts de vie consacrée sur la question. Le 16 avril, la Congrégation charge Anthony Bevilacqua, évêque auxiliaire de Brooklyn, alors en visite à Rome, de « s'adresser directement à sœur Agnes Mary Mansour et d'exiger, au nom du Saint-Siège et en vertu de son vœu d'obéissance, qu'elle démissionne immédiatement de son poste ». À ce moment, le pape Jean-Paul II vient de restreindre le droit des prêtres à exercer des fonctions politiques, ce qui force alors un prêtre à démissionner de son rôle de représentant au Congrès. Mansour demandé et obtient un détachement de son ordre, afin de pouvoir exercer sa fonction sans entrer conflit avec l'Église.
Anthony Bevilacqua écrit directement à Mansour sans en faire part à Theresa Kane et aux supérieures des sœurs de Miséricorde, allant à l'encontre de l'usage qui veut que dans ces situations, les évêques aient pour interlocuteurs privilégiés la hiérarchie des congrégations religieuses et non les membres eux-mêmes. Par cette lettre, Anthony Bevilacqua convoque Mansour, tout en lui laissant la possibilité d'être soutenue par deux sœurs de sa province. Le 9 mai 1983, Anthony Bevilacqua rencontre Mansour, accompagnée de sœur Helen Marie Burns et la provinciale de l'ordre, sœur Emily George. L'archevêque notifie Mansour de l'alternative laissée par l'Église, c'est-à-dire choisir séance tenante entre démissionner et se défroquer. Après plus d'une heure de réflexion et « avec un profond regret, avec tristesse et limitée dans sa liberté », elle signe la demande officielle pour sortir de ses vœux. Après près de trente ans dans les ordres, elle quitte la vie religieuse.
Plusieurs associations de religieuses américaines publient une déclaration commune condamnant « la Congrégation pour la Vie Religieuse, [qui] par peur de perdre de son autorité » passe outre au principe de liberté de conscience. De nouveau, les religieuses américaines sont invitées à participer à des manifestations le jour de la Pentecôte, c'est-à-dire le 22 mai 1983, « pour rendre un témoignage visible de l'usage arbitraire du pouvoir dans une Église dominée par les hommes ». De petites manifestations ont lieu devant les cathédrales de Chicago et de Washington. Le magazine Ms. rapporte les propos de sœur Donna Quinn, présidente d'une association de religieuses, qui déclare qu'en exigeant l'obéissance absolue, le Vatican « foule au pied notre identité de religieuses aux États-Unis ». L'écrivaine Mary Kay Blakely soutient l'opinion de Mansour selon qui « le pape ne comprend pas le peuple américain, et il ne comprend pas les sœurs américaines ». Divisée par l'affaire Mansour, la société catholique américaine de théologie adopte une résolution qui rencontre peu de succès pour appeler les autorités de l'Église à avoir recours au dialogue plutôt qu'à des décisions administratives brutes qui « profanent et le sens théologique de l'autorité ecclésiastique et le caractère sacré de la conscience des membres de l'Église ».
En 1983, des distributeurs tentent d'obtenir les droits pour adapter au cinéma l'histoire de Mansour. Celle-ci répond qu'elle n'accepte de les donner qu'à condition que les offres soient suffisantes pour renflouer le déficit de l'état du Michigan, qui s'élève alors à 900 millions de dollars, ce qui dissuade toute tentative d'obtenir les droits. Mansour demeure directrice des services sociaux de l'état jusqu'en 1987, où elle permet au département d'assainir ses finances et de mieux repérer les parents en défaut de payement de leurs pensions alimentaires. Elle se charge de simplifier les procédures et lance plusieurs programmes pour réduire les maternités précoces et soutenir les mères adolescentes. Elle augmente également les financements pour le programme de soutien aux victimes de violences domestiques de l'état.

#### Lutte contre la pauvreté
En 1987, Mansour prend le poste de conseillère auprès de l'initiative spéciale pour les pauvres de Mercy Health, un groupe de santé américain. En 1988, elle fonde le Poverty and Social Reform Institute (Institut de la Pauvreté et pour les Réformes Sociales) qui a pour mission d'aider à améliorer les soins et l'éducation des enfants vivant dans la pauvreté, en créant notamment deux garderies à Détroit, nommées les Leaps and Bounds. Elle siège au conseil d'administration, ainsi qu'à de nombreux autres, dont la Sisters of Mercy Health Corporation, le Women's Economic Club, le Michigan Bell Telephone, la National Bank of Detroit et la National Association of Independent Colleges and Universities[réf. nécessaire].

## Fin de vie

### Maladie
Les sœurs de la Miséricorde continuent à considérer Mansour comme membre de l'ordre même après 1983. Vers 1993, Mansour est diagnostiquée d'un cancer du sein pour lequel elle reçoit un traitement. Cependant, le cancer se manifeste de nouveau dix ans plus tard et se propage à ses os et à ses poumons. Elle est invitée à séjourner au McAuley Center, à Farmington Hills, une maison de repos des sœurs de la Miséricorde. Peu de temps avant sa mort, Mansour déclare qu'elle n'a pas de rancune envers le Vatican, mais qu'elle est toujours blessée.

### Décès
Mansour meurt le 17 décembre 2004, à l'âge de 73 ans. Elle est enterrée au cimetière du Saint-Sépulcre, à Southfield, dans le carré des sœurs de la Miséricorde. Sœur Linda Werthman, à la tête de la région de Détroit de la congrégation, lui rend hommage : « Elle n'a jamais cessé d'être une sœur de la Miséricorde dans son cœur et beaucoup d'entre nous n'ont jamais cessé de penser la même chose. Au fil des années, son engagement au service de ceux qui souffrent de la pauvreté, de la maladie et du manque d'éducation a été inébranlable ».

## Prises de positions

### Positions sur l'avortement
À titre personnel, Mansour rejette l'avortement. En juillet 1982, en pleine campagne des primaires démocrates, Mansour rédige une Position sur l'avortement et sa législation. À la fin de l'été 1984, elle joint sa voix à celle de 96 autres théologiens, religieux et prêtres de premier plan dans une autre position intitulée Une déclaration catholique sur le pluralisme et l'avortement, appelant à un débat dans l'Église sur l'avortement et soutenant un pluralisme de consciences dans le catholicisme. Mansour, comme les sœurs de la Miséricorde, est convaincue que le concile Vatican II lui garantit la liberté de conscience dans de tels cas, et le droit de ne pas obéir[réf. nécessaire].

## Postérité
Le théologien américain Richard McCormick écrit en 2006 que la hiérarchie de l'Église « avait abusé de son autorité dans l'affaire Mansour ». L'auteur Kenneth Briggs, ancien spécialiste des questions religieuses pour le New York Times, écrit que le cas Mansour « a été à bien des égards le cas le plus spectaculaire, mais ce n'était pas le seul, d'une religieuse qu'on avait pris à partie pour la punir ». La théologienne Margaret Farley, une sœur de la Miséricorde et professeure à l'université de Yale, déclare que « cela a été une vérité douloureuse à accepter qu'elle aie dû partir […]. La communauté en a souffert, et elle aussi. Quand elle est partie, elle a déclaré qu'elle serait toujours une sœur de Miséricorde dans son cœur. Et cela a absolument été vrai. Elle a persévéré dans ses œuvres de miséricorde tout au long de sa vie ».